# Lui
El Lui és un afluent esquerre del riu Ador, entre el Lots i les Gaves Reunides, al departament francès de les Landes.
És format per la confluència de dos rius: el Lui de Bearn i el Lui de França. Tots dos neixen a Bearn, al nord-est de Pau, el primer a Andonsh i el segon a Limendós.

## Etimologia
El seu nom probablement prové d'una paraula aquitània anàloga al basc: lohi (llim, fang). potser emparentat amb el terme d'origen celta luto- (pantà), present des de la península Ibèrica a Bèlgica.
Està documentat en textos antics sota les formes Lui (1170), lo Hui (1286)... Segons Pèire de Marca, el cartulari de Lescar (1101) l'esmentava sota la forma llatina Lunius.

## Geografia
El Lui (de 69,5 km) neix per la confluència del Lui de Bearn (de 77 km) al sud i el Lui de França (de 85 km) al nord. Tots dos tenen el seu naixement a Bearn, al nord-est de Pau, el primer a Andonsh i el segon a Limendós. Tot i així, al Sander (Service d'administration nationale des données et référentiels sur l'eau) el Lui de Bearn hi apareix ca a un afluent del Lui de França (curs principal) la longitud total del qual és aleshores de 154,5 km.
Aquests dos rius creuen la Shalossa d'est a oest, on es troben a menys d'un quilòmetre a l'oest del castell de Gaujac. Més endavant el Lui es fusiona amb l'Ador, a l'alçada de Tèrcis (al sud-oest de Dacs).